# Плате, Фритьоф
Фритьо́ф Мёйникен Пла́те (норв. Frithjof Møinichen Plahte; 8 февраля 1836, Лиллехаммер, Норвегия — 17 июля 1899, Хевик, Норвегия) — норвежский предприниматель, землевладелец и инвестор. После карьеры в лесной промышленности он поселился в Беруме, где вложил деньги в несколько ферм. Также он стоял за созданием церкви Хевик и использованием фермы группой художников.

## Биография
По материнской линии он был двоюродным братом Эрики Ниссен от Иды Ли и Томасин Ли, а также племянником Эрика Реринга Мейнихена. Томасин вышла замуж за двоюродного брата по отцовской линии Джонатана Ли, и у них родился сын Майкл Пауэр Ли, который был женат на дочери Фритьофа.
Фритьоф несколько лет жил в Великобритании, где занимался продажей леса, и некоторые из его детей родились там. В 1876 году он купил ферму в Хевике и Беруме. Здесь он модернизировал сельское хозяйство, а около 1890 года перенёс здания на другое место, после чего отдал землю церкви Хевик, другие части собственности он также отдал. В 1885 году он купил ферму Флескум и инвестировал в местные предприятия, такие как Sandvikens Kalkfabrik и Teglverk, а также Brønøens Kalkfabrik, последний остался в семье в Бреннее. Он также был членом правления Nydalens Company с 1896 года до своей смерти в июле 1899 года.

## Семейная и общественная жизнь

### Первый брак
Фритьоф женился на Маргарет Энн «Энни» Уэйд. У них родилась дочь Мэгги Плате. Энни умерла около 1870 года. С 1882 по 1898 год Мэгги была замужем за художником Кристианом Скредсвигом. Позже она вышла замуж за Майкла Пауэр Ли (сына двоюродной сестры Фритьофа Томасины).

### Ферма Флескум в истории норвежского искусства
После того, как дочь Фритьофа вышла замуж, землевладелец подарил ферму Флескум Мэгги. Ферма стала центром общения художников, и общественная жизнь была особенно бурной в 1886 и 1887 годах. Несколько художников некоторое время жили на ферме.
В истории норвежского искусства есть термин «Флескумсуммер», считающийся началом неоромантизма в норвежской живописи, который вошёл в обиход после того, как группа самых выдающихся художников страны, таких как: Герхард Мюнте, Эйлиф Петерссен, Гарриет Баккер, Китти Хьелланн, Эрик Теодор Вереншёлль, провела лето 1886 года на этой ферме. Пребывание на ферме непосредственно повлияло на карьеру Кристиана Скредсвига, который впоследствии нарисовал «Селефлейтен».

### Второй брак
Через несколько лет после смерти своей первой жены Фритьоф Плате женился на Мари Берч. У них были дети, но все умерли, кроме Мэйбл Аннет, которая вышла замуж за Ханса Бартольда Андресена Бутеншена, который был одним из сыновей Ханны и Нильса Августа Андресена Бутеншена и отцом Ханса Бартольда Андресена Бутеншена-младшего. У Мейбл Анетт и Ханса Бутеншена было трое сыновей: Герберт, Виктор и Эрик Плате. У Герберта был сын — Фритьоф Мёйникен Плате-младший.

### Туберкулезный дом памяти Марии Плате
Дочь Фритьофа и Мари, названная в честь своей матери, умерла в возрасте 19 лет от туберкулёза в 1898 году. В следующем году Фритьоф тоже умер. В 1902 году его жена пожертвовала 100 тысяч крон на создание туберкулёзного дома в память об их умершей дочери. Здание было построено в 1907 году и до сих пор существует как Дом престарелых им. Мари Плате.